# Quinlan (Texas)
Quinlan es una ciudad ubicada en el condado de Hunt en el estado estadounidense de Texas. En el Censo de 2010 tenía una población de 1394 habitantes y una densidad poblacional de 406,52 personas por km².

## Geografía
Quinlan se encuentra ubicada en las coordenadas 32°54′32″N 96°7′55″O / 32.90889, -96.13194. Según la Oficina del Censo de los Estados Unidos, Quinlan tiene una superficie total de 3.43 km², de la cual 3.43 km² corresponden a tierra firme y (0%) 0 km² es agua.

## Demografía
Según el censo de 2010, había 1394 personas residiendo en Quinlan. La densidad de población era de 406,52 hab./km². De los 1394 habitantes, Quinlan estaba compuesto por el 94.12% blancos, el 0.57% eran afroamericanos, el 0.93% eran amerindios, el 1.15% eran asiáticos, el 0.29% eran isleños del Pacífico, el 1.22% eran de otras razas y el 1.72% pertenecían a dos o más razas. Del total de la población el 9.11% eran hispanos o latinos de cualquier raza.